# Васьнево-Ґвозьдзе
Васьнево-Ґвозьдзе (пол. Waśniewo-Gwoździe) — село в Польщі, у гміні Яновець-Косьцельний Нідзицького повіту Вармінсько-Мазурського воєводства.
Населення — 65 осіб (2011).
У 1975-1998 роках село належало до Ольштинського воєводства.

## Демографія
Демографічна структура станом на 31 березня 2011 року:
|          | Загалом | Допрацездатний вік | Працездатний вік | Постпрацездатний вік |
| -------- | ------- | ------------------ | ---------------- | -------------------- |
| Чоловіки | 30      | 8                  | 18               | 4                    |
| Жінки    | 35      | 10                 | 19               | 6                    |
| Разом    | 65      | 18                 | 37               | 10                   |